# Інзер (село)
Інзе́р (рос. Инзер, башк. Инйәр) — село (колишнє смт) у складі Бєлорєцького району Башкортостану, Росія. Адміністративний центр Інзерської сільської ради.
До 17 грудня 2004 року село мало статус смт.
Населення — 4329 осіб (2010; 4380 в 2002).

## Відомі люди
- Ситдикова Гузаль Рамазанівна — башкирська поетеса, перекладач, громадський діяч.